# Le Printemps du pogo
 (juillet 2023).
Si vous disposez d'ouvrages ou d'articles de référence ou si vous connaissez des sites web de qualité traitant du thème abordé ici, merci de compléter l'article en donnant les références utiles à sa vérifiabilité et en les liant à la section « Notes et références ».
Albums de Ludwig von 88
L'Hiver des crêtes
(2023) L'Été du no future
(2023)
Le Printemps du pogo est le dixième album studio du groupe de punk rock français Ludwig Von 88. Il sort en juillet 2023, dans le cadre du quarantième anniversaire du groupe (« Quarante ans de punk approximatif »). A cette occasion, le groupe publie un titre par semaine chaque vendredi. Cet album regroupe les publications d'avril à juin 2023 (saison 2) avec un titre inédit en bonus pour l'édition vinyle et le coffret CD.

## Liste des pistes
1. Youplapunk
2. Let It Burn
3. Kaliman sauve le monde
4. Hola que tal ?
5. Los Pollos Hermanos
6. J'ai sauvé mon père
7. Yodel To Hell
8. Dans les rues de Paris
9. Job de merde
10. Voisins voisines
11. New Club
12. Charlu 07
13. Donjons et Boulets
14. Casques rouges [exclusivité édition vinyle et coffret CD]